# Darno Maffini
 (mars 2019).
Pour les articles homonymes, voir Maffini.
Darno Maffini, né le 22 mars 1908 à Crémone en Italie et mort à le 26 novembre 2002 à Paris, est un immigré italien entré dans la Résistance, héros de la Libération de Paris. 

## Biographie
De Crémone, lieu de naissance de Darno, la famille Maffini déménage à Vérone, ville d'origine de la famille, son père devant diriger une boulangerie municipale.
À Vérone, Maffini a d'abord fréquenté l'institut technique et l'académie des beaux-arts puis, après un apprentissage chez un tailleur de luxe, il devient tailleur spécialisé en 1922.
Grandissant dans un environnement socialiste (son père Luigi était un socialiste et un garibaldien), il commence à se rendre à la chambre du travail de la cour de Maddalene à Vérone, où il fait la connaissance de l'anarchiste Errico Malatesta. 
Dans la nuit d'octobre 1922, les fascistes attaquent et incendient la Chambre du travail que Maffini, âgé de 14 ans, était chargé de superviser. Reconnu et menacé de mort par un agresseur, Maffini quitte le pays sur conseil de son père. Le 28 octobre 1922, le même jour que la marche sur Rome, il rejoint sa grand-mère et son oncle Wenceslas qui vivaient à Paris.
Il apprend l'art de l'emballage des chaussures chez son oncle, travaille quelques années dans un magasin de chaussures de luxe. De 1926 à 1936, il est secrétaire de la section italienne de la Confédération générale du travail ce qui lui permet d'assister les exilés italiens qui arrivaient en France par milliers pour échapper au fascisme.
En septembre 1926, Maffini est arrêté par la police française lors d'une grève. Il est libéré grâce à l'intervention du député Marcel Cachin, l'un des fondateurs du Parti communiste français, qui paye la caution.
Maffini fut ensuite chargé par le Parti communiste français d'assister et de collecter des fonds pour des volontaires, en particulier des Italiens, qui participèrent de 1936 à 1939 à la Guerre d'Espagne aux côtés des républicains.

### La résistance
En 1940, après l'invasion de la France par les nazis, Maffini rejoint le groupe d'anti-fascistes Garibaldi. Le groupe de résistants collecte des armes, effectue des missions de sabotage, diffuse les tracts anti-nazis et aide les Juifs à Paris. Dans son appartement parisien se tiennent les réunions de Garibaldiens et de MOI (Main d'Œuvre Immigrée), symbole des travailleurs étrangers du parti communiste français. 
En 1942, au sein de la Résistance, il rejoint les formations garibaldiennes des 11e et 12e arrondissements, se spécialisant dans la guerre urbaine.
Maffini rentre à Vérone en mars 1943 en tant qu'invité de son ami sculpteur Berto Zampieri, fondateur des Groupes d'action patriotique de la ville. Dans l'atelier de Zampieri, un groupe d'antifascistes se réunit, parmi lesquels le sculpteur Nino Gottardi, les professeurs Berto Perotti et Vittore Bocchetta, Robert Loewenthal et sa fille Brigitte. Maffini a réussi pendant un certain temps à imprimer et à distribuer des journaux de propagande clandestins antifascistes avec l'aide de Robert Loewenthal et de quelques ouvriers des Mondadori de Vérone.
Après la chute du fascisme et l'arrestation de Mussolini le 25 juillet 1943 avec Zampieri et Luciano Marchi, revenus d'exil sur l'île de Ventotene , Maffini a établi des contacts avec les représentants des autres partis antifascistes, tels que l'avocat Giuseppe Tommasi , dans le but de créer le CLN provincial de Vérone.
Le 8 septembre 1943 , à l'annonce de l'armistice de Cassibile Maffini et de Zampieri rentrent à Vérone d'une mission à Vicence et organisent avec des officiers italiens une tentative de résistance à l'invasion de la ville par les Allemands.  Le 9 septembre, avec un petit groupe de soldats et de volontaires civils, ils ont réussi à résister à l'ennemi pendant environ huit heures sur la Piazza delle Poste (aujourd'hui Piazza Francesco Viviani). Maffini a été légèrement blessé à la jambe à la suite de l’explosion d’une grenade. Fait prisonnier par les Allemands, il parvint à s'échapper quelques jours plus tard d'une ferme transformée en caserne près d'Innsbruck.
Dans les mois qui ont suivi, Maffini a pris part à des actions de sabotage sur la ligne de chemin de fer Brenner , dans diverses actions en Vénétie et en Lombardie. Maffini avait notamment pour tâche de soutenir financièrement les groupes de résistance de Vérone et d'encourager la fuite des prisonniers alliés et leur passage à la frontière suisse. 
Le 10 novembre 1943, Maffini rejoint la formation de partisans « Lazzarini » opérant dans la région de Varese.  Le 30 avril 1944, il fut chargé de rentrer à Paris avec des tâches de contre-espionnage. Il s'agissait de dénoncer les espions de l'OVRA et des informateurs qui emmenaient les antifascistes italiens en Haute-Savoie. À cette époque, Maffini participait également à l'organisation de l'évasion de nombreux soldats italiens prisonniers des Allemands et impliqués dans des travaux forcés pour la construction du Mur de l'Atlantique en France. 
Après avoir débarqué en Normandie le 6 juin 1944 en tant que lieutenant des Forces françaises de l'intérieur affiliées au réseau de la Résistance intérieure française, il commanda la 47e section Garibaldini, entièrement composée d'Italiens et participa aux batailles pour la Libération de Paris d'août 1944. Parmi ses actions figurent l'assaut du commandement allemand de la place de l'Opéra, la préfecture de police et la prise de la caserne Prince Eugène sur la place de la République .  Au cours de l'une de ses dernières actions, il a été gravement blessé au genou.
Après la guerre, Darno Maffini ouvre un magasin de chaussures de luxe  et devient président de 1958 à 2002 de l'association française des anciens combattants volontaires et résistants de Garibaldi Les Garibaldiens .

## Hommages officiels
Parmi d'autres distinctions, Maffini a reçu le grade d'officier de l'Ordre national de la Légion d'honneur en France en 1997. 
En 2008, le conseil municipal de Paris décide d'attribuer le nom « Darno Maffini » à une place du 11e arrondissement située au coin de l'avenue de la République et de la rue de Malte, près de l'endroit où il fut blessé lors des batailles de Libération de Paris en août 1944.

### Archives
- Fonds Darno Maffini, Bibliothèque de documentation internationale contemporaine, Nanterre.
- Inventaire du fonds d'archives de Darno Maffini conservé à La contemporaine.